# Чэн Мин
Чэн Мин (кит. упр. 程明, пиньинь Chéng Míng, род. 11 февраля 1986) — китайский стрелок из лука, призёрка Олимпийских игр.
Чэн Мин родилась в 1986 году в провинции Гирин. С 2003 года в Чанчуне стала заниматься стрельбой из лука, в 2006 году вошла в сборную провинции Гирин, в 2009 году — в национальную сборную.
В 2010 году Чэн Мин завоевала серебряные медали Азиатских игр в личном и командном первенстве. В 2012 году на Олимпийских играх в Лондоне она стала обладателем серебряной медали в командном первенстве.